# Крезь
Крезь — удмуртский национальный струнный щипковый музыкальный инструмент, хордофон в виде гуслей.

## Разновидности
Искусствоведы выделяют две разновидности инструмента: бытовой крезь (удм. покчи крезь — малые гусли) и культовый крезь (удм. быдӟым крезь — великие гусли). Культовый крезь хранился в родовом святилище удмуртов (куале) и был обязательным атрибутом общественных молений. К игре на культовом крезе, сопровождавшей моления и выбор жрецов, допускали только мужчин. Бытовой крезь свободно располагался в жилищах удмуртов, использовался повседневно или во время праздников. На обычном крезе играли в основном женщины.
Существует предание, что культовый крезь изготавливался из древесины ели, повреждённой молнией.

## Описание
Процесс изготовления крезя аналогичен распространённым в Поволжье способам производства гуслей у татар, чувашей и марийцев. Инструмент выполняется в форме полуовала, длина верхней деки составляет 700—1000 мм, высота — 350—500 мм. По краям дека имеет выступы в форме лапки утки или лебедя. Материалом для изготовления крезя служила ель, сосна, осина. Для изготовления отдельных деталей иногда использовали дуб, вяз и пихту. Доски вымачивались в горячей воде несколько раз и сушились до трёх лет, после чего шлифовались. Дека имела одно или несколько резонаторных отверстий в форме круга или полукруга, кленового листа, креста или прямоугольника. Если дека выполнялась не сплошной, а составной, то резонаторным отверстием могла служить щель между досками. Части корпуса склеивались, скреплялись деревянными штифтами и иногда поперечной планкой внутри корпуса.
На левой стороне верхней деки располагаются колки. Симметрично колкам на правой стороне располагается струнодержатель высотой 15—20 мм, традиционно выполнявшийся фигурным. Количество струн, первоначально изготавливавшихся из сухожилий, овечьих, бараньих или коровьих кишок, конского волоса, у бытового крезя достигало 15, у ритуального — 35. Некоторые экземпляры крезей (в основном культовых) имели до 12 дополнительных струн внутри резонаторного ящика. Позднее появились металлические струны.
На крезе играли сидя, держа его на коленях в наклонном состоянии, горизонтально или стоя, подвешивая за шнур на шею. Мелодия извлекалась защипыванием одновременно двух струн большим и указательным пальцами правой руки. Левой рукой исполнялся аккомпанемент из двойных басовых нот.
Впервые крезь упоминается в исследованиях 1880-х годов В. С. Кошурникова и Б. Гаврилова. Культовый крезь был впервые обнаружен Ю. Вихманом у можгинских удмуртов в конце XIX века.
В 1989 году крезь был возрождён инструментоведом и педагогом, заслуженным деятелем искусств Удмуртии Кунгуровым С. Н. Он разработал разновидности инструмента: прима, альт, бас, а также реконструировал быдзым крезь, пыж-крезь, пукыч-крезь, кубыз, шулан.